# Mother Earth (album)
Mother Earth – drugi studyjny album holenderskiej grupy Within Temptation, wydany w Holandii 4 grudnia 2000 roku. W innych częściach Europy płytę wydano 21 sierpnia 2001. Zespół zbliża się tu do metalu symfonicznego ze sporą domieszką motywów gotyckich, celtyckich i chórów. Płyta odniosła wielki sukces, co wstrzymało na jakiś czas prace grupy nad następnymi wydawnictwami. W styczniu 2003 roku w Niemczech i krajach sąsiednich nakładem wytwórni GUN Records wydano reedycję albumu uzupełnioną o 4 dodatkowe utwory. Ta sama edycja została wydana także w Wielkiej Brytanii we wrześniu 2004 roku przez wytwórnię Sanctuary Records. 28 września 2007 roku w Wielkiej Brytanii nakładem wytwórni Roadrunner Records wydano kolejną reedycję płyty, tym razem z 4 bonusowymi utworami wykonywanymi na żywo. Tę samą edycję pomniejszoną o jeden utwór bonusowy wydano w USA 5 sierpnia 2008 roku razem z albumem The Silent Force. Płyta sprzedała się w Europie w ilości ponad 350,000 egzemplarzy. Uzyskała status platynowej w Holandii i Niemczech oraz złotej w Belgii. 
Z albumu wydano trzy komercyjne single. Na pierwszym w 2001 roku ukazała się ballada Our Farewell. Przełomem okazało się wydanie na małym krążku kompozycji Ice Queen, która promowana dwoma teledyskami stała się wielkim przebojem w całej Europie i przyczyniła się do znacznego wzrostu popularności zespołu. Na singlu z tą piosenką umieszczono m.in. premierową kompozycję World of Make Believe. W 2002 roku na trzecim singlu wydano utwór Mother Earth, który powtórzył sukces swojego poprzednika. Na singlu z tą kompozycją również umieszczono wcześniej niewydaną piosenkę Bittersweet. W 2003 roku przy okazji premiery DVD Mother Earth Tour wydano także singiel promocyjny Never Ending Story.

## Lista utworów
Opracowano na podstawie materiału źródłowego.
| Nr  | Tytuł utworu         | Słowa                | Muzyka                                             | Długość |
| --- | -------------------- | -------------------- | -------------------------------------------------- | ------- |
| 1.  | „Mother Earth”       | Sharon den Adel      | Robert Westerholt, Guus Eikens                     | 5:29    |
| 2.  | „Ice Queen”          | Sharon den Adel      | Robert Westerholt                                  | 5:20    |
| 3.  | „Our Farewell”       | Sharon den Adel      | Robert Westerholt                                  | 5:18    |
| 4.  | „Caged”              | Sharon den Adel      | Robert Westerholt                                  | 5:47    |
| 5.  | „The Promise”        | Sharon den Adel      | Robert Westerholt                                  | 8:00    |
| 6.  | „Never-Ending Story” | Sharon den Adel      | Oscar Holleman, René Merkelbach                    | 4:02    |
| 7.  | „Deceiver of Fools”  | Sharon den Adel      | Robert Westerholt                                  | 7:35    |
| 8.  | „Intro”              | utwór instrumentalny | René Merkelbach                                    | 1:06    |
| 9.  | „Dark Wings”         | Sharon den Adel      | Robert Westerholt                                  | 4:14    |
| 10. | „In Perfect Harmony” | Sharon den Adel      | Oscar Holleman, Ferry Matheeuwsen, René Merkelbach | 6:58    |
|     |                      |                      |                                                    | 53:49   |